# Lovecraft: A Biography
Lovecraft: A Biography est une biographie de l'écrivain H. P. Lovecraft écrite par Lyon Sprague de Camp et publiée en février 1975 par Doubleday,.

## Critiques et réponse de l'auteur
La biographie, un examen sans concession du célèbre écrivain d'horreur et de science-fiction, est la première biographie indépendante majeure de Lovecraft. L'approche de de Camp a été qualifiée de franche et judicieuse par certains, peu flatteuse et déséquilibrée par d'autres. Par exemple, de Camp critique l'attitude résolument non commerciale de Lovecraft envers son écriture, tandis que Lovecraft soutenait ouvertement que la majeure partie de ses écrits était seulement pour son propre amusement et celui de ses amis proches.
De Camp lui-même estime que certaines des critiques de son livre exprimées dans les revues avaient du mérite, et modifie en conséquence le texte de l'édition de poche pour tenir compte de ces critiques. Au total, de Camp coupe environ 13 000 à 16 000 « répétitions, digressions et obiter dicta spéculatifs » de l'édition de poche. Sur exigence de l'éditeur, il « élimine également la section des notes, la bibliographie et l'index », une excision dont il aurait été mécontent.

## Rééditions et traductions
Une édition à couverture rigide est rééditée par Barnes & Noble en janvier 1996. La première édition de poche, corrigée et abrégée par l'auteur, est publiée par Ballantine Books en août 1976,.  La première édition britannique est publiée par New English Library (en) en 1976. Une édition en livre numérique de la version de Ballantine est publiée par Gollancz le 29 septembre 2011 dans le cadre d'une version générale des travaux de de Camp sous forme électronique,.
Le livre a également été traduit en allemand, russe, et dans d'autres langues.

## Récompenses
Le livre est nommé pour le World Fantasy Special Award—Professional (en) 1976, et est classé quatrième au Locus Poll Award for Best Associational Item.

## Relation avec d'autres œuvres
La biographie de Lovecraft de de Camp est précédée de la biographie d'August Derleth H.P.L.: A Memoir (1945), et est aujourd'hui très largement remplacée par le traitement plus complet de S.T. Joshi dans I Am Providence (publié en 1996 sous le titre H. P. Lovecraft: A Life), qui s'appuie sur des décennies d'études de Joshi et d'autres.